# جيمس تولي (فيلسوف)
جيمس تولى هو فيلسوف كندي، ولد في 17 أبريل 1946 في نانيامو إي في كندا.